# 東国三社
東国三社（とうごくさんしゃ）は、関東地方にある鹿島神宮・香取神宮・息栖神社の総称。

## 概要
| 社名     | 画像 | 所在地           | 座標                                                                          | 社格             | 社格       | 社格       | 主祭神   |
| -------- | ---- | ---------------- | ----------------------------------------------------------------------------- | ---------------- | ---------- | ---------- | -------- |
| 鹿島神宮 |      | 茨城県鹿嶋市宮中 | 北緯35度58分07.88秒 東経140度37分53.37秒 / 北緯35.9688556度 東経140.6314917度 | 式内社（名神大） | 常陸国一宮 | 旧官幣大社 | 武甕槌神 |
| 香取神宮 |      | 千葉県香取市香取 | 北緯35度53分10.03秒 東経140度31分43.27秒 / 北緯35.8861194度 東経140.5286861度 | 式内社（名神大） | 下総国一宮 | 旧官幣大社 | 経津主神 |
| 息栖神社 |      | 茨城県神栖市息栖 | 北緯35度53分8.90秒 東経140度37分30.48秒 / 北緯35.8858056度 東経140.6251333度  | 国史見在社       |            | 旧県社     | 岐神     |

|          | 主神     | 副神     |
| -------- | -------- | -------- |
| 古事記   | 建御雷神 | 天鳥船神 |
| 日本書紀 | 経津主神 | 武甕槌神 |

三社はいずれも関東地方東部の利根川下流域に鎮座する神社である。古代、この付近には「香取海（かとりのうみ）」という内海が広がっていた。これら三社の鎮座位置はその入り口にあたり、うち鹿島社・香取社は大和朝廷の東国開拓の拠点として機能したと推測される（息栖社も拠点とする見方はあるが不詳）。
また、三社はいずれも『古事記』『日本書紀』における葦原中国平定に関する神（右表参照）を祀っている。うち息栖社主祭神・岐神は、記紀に記載はないが東国に導いたと伝えられる神であり、同社では天鳥船神を配祀する。
江戸時代には「下三宮参り」と称して、関東以北の人々が伊勢神宮参拝後にこれら三社を巡拝する慣習が存在したという。

## 位置
三社の鎮座位置は、直角二等辺三角形を描くことが知られている（息栖神社が直角の頂点）。位置関係は次の通り。
- 鹿島神宮から香取神宮 - 南西方向、約12,000メートル
- 鹿島神宮から息栖神社 - 南方向、約9,000メートル
- 香取神宮から息栖神社 - 東方向、約8,600メートル